# Райън Бертранд
Райън Доминик Бертранд (роден 5 август 1989 г.) е английски футболист, който играе като ляв защитник.